# Капітоновка (Переволоцький район)
Капіто́новка (рос. Капитоновка) — село у складі Переволоцького району Оренбурзької області, Росія.

## Населення
Населення — 280 осіб (2010; 279 у 2002).
Національний склад (станом на 2002 рік):
- росіяни — 52 %